# Aziz Lahbabi
Aziz Lahbabi (ur. 3 lutego 1991) – marokański lekkoatleta specjalizujący się w biegach długich.
W 2010 zdobył brązowy medal w biegu na 5000 m podczas mistrzostw świata juniorów w Moncton. Srebrny i brązowy medalista igrzysk śródziemnomorskich w Mersin (2013).
10 czerwca 2011 Lahbabi wygrał z czasem 13:14,07 bieg na 5000 metrów podczas Memoriału Primo Nebiolo w Turynie. Kontrola antydopingowa przeprowadzona na tych zawodach wykazała stosowanie przez Marokańczyka niedozwolonych środków, jego wynik z tego mityngu został anulowany, nałożono na niego także karę 6 miesięcy dyskwalifikacji (4 lipca 2011–3 stycznia 2012).

## Osiągnięcia
| Rok  | Impreza                                   | Miejsce  | Konkurencja           | Lokata      | Wynik    |
| ---- | ----------------------------------------- | -------- | --------------------- | ----------- | -------- |
| 2010 | Mistrzostwa świata juniorów               | Moncton  | bieg na 5000 m        | 3. miejsce  | 13:28,92 |
| 2011 | Mistrzostwa Afryki w biegach przełajowych | Kapsztad | bieg seniorów (12 km) | 13. miejsce | 37:28    |
| 2011 | Mistrzostwa Afryki w biegach przełajowych | Kapsztad | drużyna seiorów       | 3. miejsce  |          |
| 2012 | Igrzyska olimpijskie                      | Londyn   | bieg na 5000 m        | eliminacje  | 13:47,57 |
| 2013 | Igrzyska śródziemnomorskie                | Mersin   | bieg na 5000 m        | 3. miejsce  | 13:40,33 |
| 2013 | Igrzyska śródziemnomorskie                | Mersin   | bieg na 10 000 m      | 2. miejsce  | 28:55,24 |
| 2013 | Mistrzostwa świata                        | Moskwa   | bieg na 5000 m        | eliminacje  | 13:37,75 |

## Rekordy życiowe
- bieg na 1500 metrów – 3:44,48 (6 lipca 2010, Rabat)
- bieg na 3000 metrów (hala) – 7:49,24 (28 stycznia 2012, Bordeaux)
- bieg na 5000 metrów – 13:04,06 (27 maja 2012, Rabat)
- bieg na 10 000 metrów – 28:55,24 (27 czerwca 2013, Mersin)